# Vụ bắn rơi máy bay C-130 tại Khâm Đức năm 1968
Vụ bắn rơi máy bay C-130 tại Khâm Đức năm 1968 là một vụ bắn hạ máy bay Lockheed C-130 Hercules của Không quân Hoa Kỳ trong trận Khâm Đức vào ngày 12 tháng 5 năm 1968. Tất cả 189 người trên máy bay đã thiệt mạng. Vào thời điểm đó, nó là vụ tai nạn máy bay thảm khốc nhất trong lịch sử.
Chiếc máy bay, do Thiếu tá Bernard L. Bucher chỉ huy, đang tham gia sơ tán dân thường Việt Nam Cộng hòa khỏi khu cắm trại Khâm Đức. C-130 tiếp cận phi đạo Khâm Đức từ phía nam và tìm cách hạ cánh mặc dù có những cú đánh từ VNDCCH đối lập lực lượng. Ngay khi hạ cánh, khoảng 149 người miền Nam đã vội vã lên máy bay. Khi máy bay đã đầy người, Thiếu tá Bucher đã tiến hành cất cánh theo hướng bắc, không biết rằng VNDCCH đã tập trung ở khu vực đó. Theo báo cáo của các nhân chứng, chiếc máy bay, đã bị bắn dưới hỏa lực mạnh mẽ của súng cối và vũ khí nhỏ, rung chuyển mạnh mẽ ngoài tầm kiểm soát, đâm vào một khe núi gần đó cách đầu phi đạo chưa đầy 1 dặm và bốc cháy, giết chết tất cả những người di tản và phi hành đoàn gồm 6 người.
Với 189 trường hợp tử vong, đến nay, vụ tai nạn tại Khâm Đức là tai nạn và sự cố hàng không tồi tệ nhất trên đất Việt Nam.